# 대한민국 민법 제815조
대한민국 민법 제815조는 혼인의 무효에 대한 민법 가족법 조문이다.
2022년 헌법재판소는 민법 제815조 제2호에 대한 헌법불합치결정을 내렸다.

## 조문
제815조(혼인의 무효) 혼인은 다음 각 호의 어느 하나의 경우에는 무효로 한다.  <개정 2005.3.31.>
1. 당사자간에 혼인의 합의가 없는 때
2. 혼인이 제809조제1항의 규정을 위반한 때
3. 당사자간에 직계인척관계(直系姻戚關係)가 있거나 있었던 때
4. 당사자간에 양부모계의 직계혈족관계가 있었던 때

第815條(婚姻의 無效) 婚姻은 다음 각 호의 어느 하나의 境遇에는 無效로 한다.  <개정 2005.3.31.>
1. 當事者間에 婚姻의 合意가 없는 때
2. 혼인이 제809조제1항의 규정을 위반한 때
3. 당사자간에 직계인척관계(直系姻戚關係)가 있거나 있었던 때
4. 당사자간에 양부모계의 직계혈족관계가 있었던 때

## 참고 문헌
- 오현수, 일본민법, 진원사, 2014. ISBN 9788963463452
- 오세경, 대법전, 법전출판사 , 2014 ISBN 9788926210277
- 이준현 , LOGOS 민법 조문판례집, 미래가치, 2015. ISBN 9791155020869
- 김성태, 정영문. (2024). 민법상 혼인에 있어서 근친혼에 관한 소고 - 민법 제815조 제2호를 중심으로 -. 법학논총, 59, 1-21.

## 같이 보기
- 혼인신고

1. ↑  민법 제815조 제2호에 대한 헌법불합치결정 법률신문 2022-11-09